# 紺野千春
紺野 千春（こんの ちはる、1975年12月28日 - ）は、日本の女優、歌手。鳥取県生まれ。旧芸名は、佐々木千春。身長168cm、サイズはB84・W58・H86・S24.5 。トライアングル所属。

## 経歴
佐々木千春名義のときに、女優・広田レオナの監督デビュー作「ドラッグガーデン」でチル役で主演。熊切和嘉監督の『青春☆金属バット』で、安藤政信演じる警官に逮捕される万引き主婦と彼の高校時代のガールフレンドを一人二役。
元プラスチックスの立花ハジメ、元シンプリー・レッドの屋敷豪太らのバンド「The Chill（ザ・チル）」で、ボーカル担当。

## 女優としての出演作品

### 映画
- DRAG GARDEN（2000年）
- Grand Circle　(2006年、ネットシネマ.TV)
- 青春☆金属バット（2006年） - 万引き主婦 役
- The焼肉ムービー プルコギ（2007年）
- さらば復讐の狼たちよ（原題：譲子弾飛、2010年）
- 娚の一生（2015年） - 下屋敷十和 役

### テレビドラマ
- 最上の命医（2011年1月 - 3月、テレビ東京） - 高島雅 役
- ハガネの女 season2（2011年4月 - 6月、テレビ朝日） - 三ノ輪奈津 役
- 恋愛検定 第4話（2012年6月24日、NHK BSプレミアム） - 伊藤貴美子 役
- おいハンサム!!2 第7話（2024年5月18日、東海テレビ・フジテレビ） - 女優 役　※声の出演

### 舞台
- マザーフッカー（坂上忍、脚本・演出）[3]

### CM
- トヨトミストーブ「レインボーファンヒーター」

### MV
- Official髭男dism 「ミックスナッツ」（2022年4月15日）

## 歌手としての活動
- THE CHILL